# Fenómica

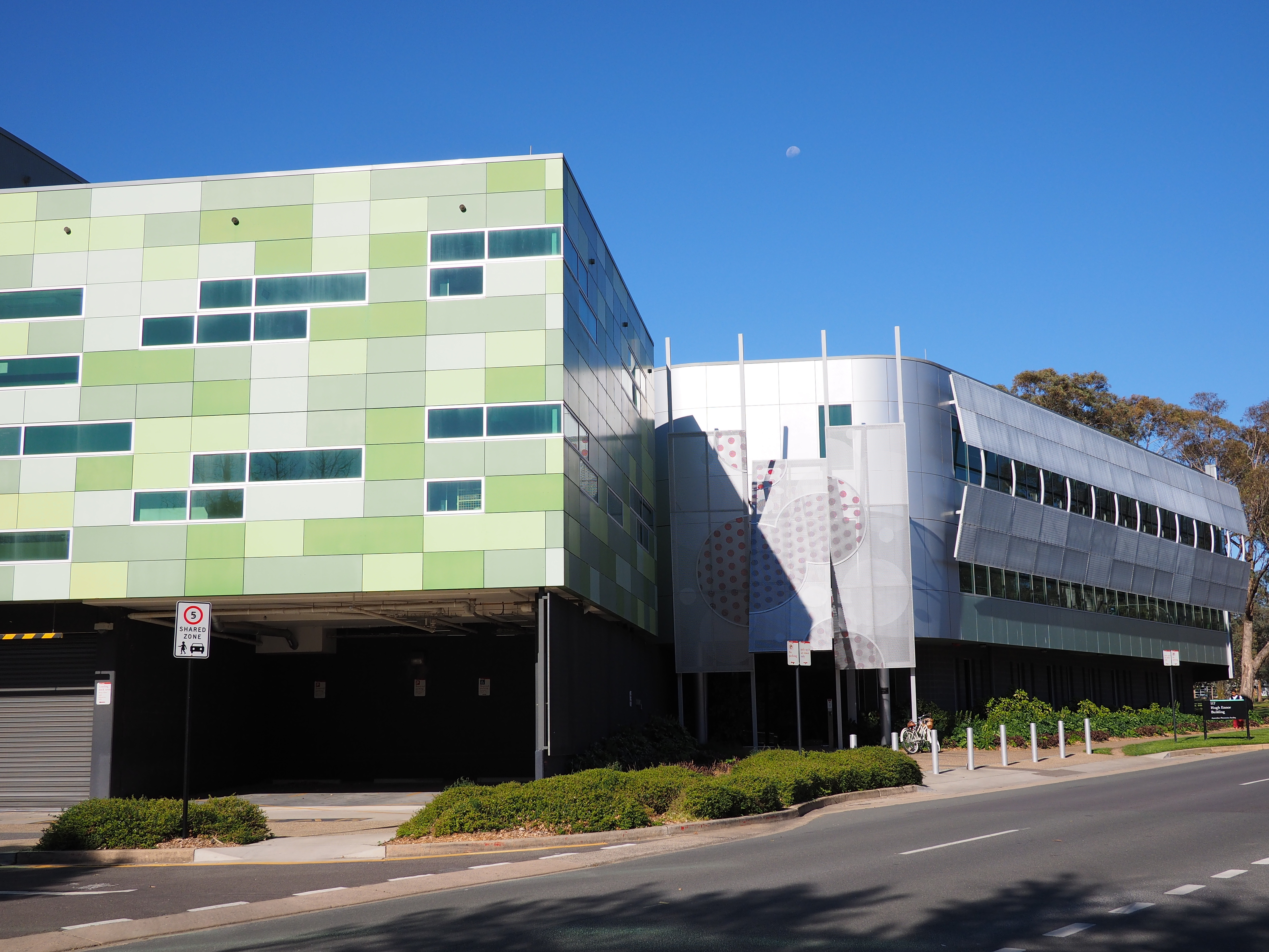
Australian Phenomics Facility (APF). Edificio Hugh Ennor, en Canberra. Universidad Nacional de Australia.

La fenómica (en inglés, phenomics) es el estudio o investigación sistemática del fenoma y de cómo está determinado este último. Esta disciplina implica la medición y el análisis sistemático de todos los rasgos cualitativos y cuantitativos de interés de un organismo, especialmente cuando se estudia en relación con el conjunto de todos los genes (genómica) o de todas las proteínas (proteómica). Se trata por ello de una disciplina mucho más difícil de abordar que estas dos últimas, ya que requiere comprender cómo los genes (y proteínas) interactúan con el entorno del individuo para crear un organismo concreto con sus características particulares, es decir, su fenoma. Para ello, la fenómica requiere recopilar información fenotípica de un individuo determinado, a toda una serie de niveles distintos de resolución (moléculas, células, tejidos y organismo completo), para luego determinar cómo estos caracteres pueden estudiarse en conjunto para obtener conclusiones útiles. Utiliza para ello metodologías clínicas, bioquímicas y de imagen, entre otras, para el refinamiento y la caracterización de cada fenotipo. Se trata, así, de un área de investigación transdisciplinar que implica a la biología, medicina, informática, ingeniería y toda una infinidad de campos del conocimiento. Los datos multidimensionales generados, como pueden ser de tipo bioquímico, genético, clínico y de respuesta farmacológica, se pueden visualizar utilizando mapas de calor, y pueden analizarse mediante algoritmos de agrupamiento. La fenómica se aborda generalmente en el contexto de la función génica a nivel de todo el genoma y se ha aplicado al estudio del metabolismo, biología vegetal, biología evolutiva, y la salud y enfermedades humanas. Por ello, los conceptos y conocimientos fenómicos se utilizan cada vez más en genómica funcional, biomedicina, investigación farmacéutica, ingeniería metabólica, investigación agrícola y filogenética, por citar algunos campos.
No se debe olvidar que el fenoma es un concepto dinámico, dado que cada fenotipo es el producto de las interacciones entre un conjunto de genes y el medio ambiente. Por ello la fenómica, al ocuparse de la medición de los fenomas, debe evaluar el conjunto de fenotipos que puede expresar un organismo determinado durante su desarrollo y en respuesta a mutaciones genéticas e influencias ambientales. Así, la fenómica puede considerarse por separado en los contextos de la fenómica genética y la fenómica ambiental. De esta forma, el estudio de los fenotipos causados por manipulaciones genéticas o polimorfismos cae dentro del dominio de la fenómica genética, mientras que las influencias ambientales sobre el fenotipo, incluidas las relacionadas con fármacos potenciales y posibles toxinas ambientales, pueden estudiarse en el contexto de la fenómica ambiental. A su vez, dentro de esta última, puede distinguirse entre fenómica química y fenómica toxicológica, respectivamente

## Proyectos fenoma
Es preciso aún proporcionar a la comunidad científica una definición práctica y amplia del significado del término ‘fenómica’, dado que aunque este último puede interpretarse de una forma general como ‘la medida sistemática y reproducible de las características fenotípicas de un organismo’, en la práctica ello puede tener diferentes significados de un organismo a otro. En muchas especies, la fenómica representa un enfoque experimental mediante el cual se plantean preguntas específicas. Por ejemplo, se aplican estímulos específicos ambientales o químicos y se analizan las respuestas a nivel del fenoma. En otras especies, sobre todo en el ratón, la levadura y cada vez más el pez cebra, se está aplicando un enfoque fenómico para ensayar de forma sistemática los efectos fenotípicos de los cambios genéticos, como es el caso del noqueado (knockout) de genes específicos. En contraste, en las plantas los enfoques fenómicos se han dirigido mayormente a  caracteres de interés agronómico, de modo que buena parte del genoma está solo marginalmente cubierta o no lo está en absoluto.
Los proyectos fenoma de organismos modelo se están convirtiendo en herramientas fundamentales para comprender enfermedades, descubrir nuevos fármacos, evaluar posibles compuestos tóxicos ambientales y mejorar las correlaciones genotipo-fenotipo. Organismos vertebrados modelo en los cuales se está llevando a cabo fenómica genética en proyectos de colaboración a gran escala son el pez cebra (Proyecto Mutación del Pez Cebra), el ratón (Base de Datos del Fenoma del Ratón) y el perro (Proyecto Fenoma Canino). Dado que algunos genes ortólogos pueden mostrar efectos específicos de especie, la fenómica comparativa está contribuyendo a que la fenómica de los organismos modelo desempeñe un papel cada vez más importante en la biología y la salud humanas. Y dado que las enfermedades humanas se definen a menudo en base a sus correlaciones histológicas, fisiológicas y neurológicas, la detección de fenotipos similares en organismos modelo contribuirá a definir su relevancia en seres humanos.

## Fenómica humana: Proyecto Fenoma Humano
La fenómica humana, o estudio de cómo los genes humanos interactúan con el entorno del individuo y responden a los cambios ambientales, ofrece una perspectiva única a los científicos y médicos a la hora de comprender los procesos subyacentes a las enfermedades. Representa, así, una estrategia potencialmente poderosa para poner de relieve atributos humanos importantes a nivel molecular para explicar cómo nos adaptamos, y cómo y por qué nos afecta la enfermedad.
Quizás el primer fenomista humano fue Francis Galton (uno de los muchos primos hermanos de Charles Darwin), quien en 1884 abrió las puertas de su ‘Laboratorio Antropométrico’. Los diversos fenotipos que integró de cada una de las personas a las que evaluó fueron la altura, la fuerza de la mano, la agudeza visual y auditiva, la capacidad pulmonar y la potencia de un golpe con el puño. No obstante, el uso del término fenoma en el sentido del conjunto medible de todos los fenotipos de un organismo no surgió sino hasta 1995, introducido por Richard Strohman, y recibió un gran impulso gracias a la propuesta de un Proyecto Fenoma Humano (HPP) en 2003. Parece evidente que mientras el Proyecto Genoma Humano fue un gran desafío para el siglo pasado, el HPP lo será para el siglo actual. El problema principal es que, mientras los genes son fragmentos ordenados de ADN, el medio ambiente es enorme, amorfo y difícil de cuantificar. Para una persona concreta, este es equiparable en cierto modo a su estilo de vida durante toda su vida, comenzando por los factores ambientales a los que estuvo expuesta su madre durante su desarrollo embrionario. Así, un HPP conlleva la dificultad adicional intrínseca de determinar cualitativa y cuantitativamente qué componentes ambientales deberían incluirse en el Proyecto y cuáles excluirse.
Si bien medir todo esto puede parecer casi imposible, al menos dos iniciativas fenómicas ya se pusieron en marcha antes de 2010: el proyecto Biobank, llevado a cabo en Reino Unido, y el Proyecto Genoma Personal (PGP), dirigido en la Universidad de Harvard por el genetista George Church. El objetivo de ambos proyectos es recopilar grandes cantidades de información (genética, fenotípica y ambiental) a partir de un elevado número de personas, con el objeto de comprender cómo interactúan los genes y nuestro entorno para causar enfermedades, o producir todos y cada uno de nuestros rasgos. El UK Biobank, de hecho, mide algunos de los mismos fenotipos que ya evaluó Galton, como son la capacidad pulmonar y la fuerza del puño. No obstante, ambos proyectos difieren en varios aspectos importantes. Por ejemplo, el Biobank está asociado a los historiales médicos, aunque manteniendo confidencial la información personal. En cambio, el PGP pretende reclutar personas voluntarias y celebridades que, de forma no anónima, no tengan inconveniente en compartir numerosos detalles de sus vidas.
A diferencia de los proyectos de fenómica animal, la obtención e investigación fenotípica de muestras humanas se ha estado llevando a cabo por miles de investigadores independientes en todo el mundo, la mayoría de los cuales no se comunican entre sí. En 2016 se celebró por fin en la Universidad de Fudan, en Shanghái (China), el llamado Simposio Internacional de Genética y Fenómica Humana Archivado el 28 de junio de 2019 en Wayback Machine., en el que se propusieron las tareas centrales y una hoja de ruta para el desarrollo de un HPP a escala internacional. Se reconoció asimismo que la comprensión del fenoma humano requerirá un enorme esfuerzo coordinado a nivel mundial con el objeto de conseguir desarrollar bases de datos fenómicas que sean potentes, estandarizadas y completas. En base a ello, se inauguró ya en marzo de 2018 el lanzamiento, también en Shanghái, del llamado Proyecto Internacional Fenoma Humano (IHPP) Archivado el 13 de agosto de 2019 en Wayback Machine., en el que participarán 24 instituciones (institutos de investigación y universidades) de renombre internacional de 17 países (entre los cuales no se encuentra España). También se estableció formalmente entonces de forma conjunta el Consorcio Internacional del Fenoma Humano (IHPC), así como un grupo de trabajo sobre las normas y especificaciones técnicas aplicables al desarrollo del Proyecto.

## Centros fenómicos
- Centro Nacional del Fenoma (NPC; Londres)
- Centro de Fenómica de la ETH de Zürich (EPIC; Suiza)
- Centro de Fenómica Aplicada, Universidad de Minnesota (UMCAP; St. Paul, Estados Unidos) Archivado el 7 de julio de 2019 en Wayback Machine.
- Instalación de Fenómica de Australia (APF; Canberra)
- Centro del Fenoma de Singapur (SPC; Nanyang)